# Liste der Stolpersteine in Hamburg-Kleiner Grasbrook
Die Liste der Stolpersteine in Hamburg-Kleiner Grasbrook enthält alle Stolpersteine, die im Rahmen des gleichnamigen Kunst-Projekts von Gunter Demnig in Hamburg-Kleiner Grasbrook verlegt wurden. Mit ihnen soll Opfern des Nationalsozialismus gedacht werden, die in Hamburg-Kleiner Grasbrook lebten und wirkten.
Diese Seite ist Teil der Liste der Stolpersteine in Hamburg, da diese mit insgesamt 7139 (Stand: März 2025) Steinen zu groß würde und deshalb je Stadtteil, in dem Steine verlegt wurden, eine eigene Seite angelegt wurde.
| Adresse                          | Person(en)        | Inschrift | Bilder | Anmerkung |
| -------------------------------- | ----------------- | --- | ------ | --- |
| Dessauer Straße Lagerhaus G ·    | Margarethe Müller | Hier arbeitete Margarethe Müller geb. Meissl Jg. 1899 deportiert 1942 Theresienstadt 1943 Auschwitz Neuengamme ermordet 27.7.1944         |        | Eintrag auf stolpersteine-hamburg.de wurde 2019 neu verlegt (vorheriger Stein mit Änderungen in den letzten beiden Zeilen) |
| Dessauer Straße 4, Lagerhaus G · | Erminio Fusa      | Hier lebte Erminio Fusa Jg. 1920 Italien Zwangsarbeit 1943 Gesamthafenbetrieb ermordet 20.4.1945                                          |        | Eintrag auf stolpersteine-hamburg.de                                                                                       |
| Dessauer Straße 4, Lagerhaus G · | Luigi Fusi        | Hier lebte Luigi Fusi Jg. 1924 Italien Zwangsarbeit 1943 Gesamthafenbetrieb tot an den Folgen 13.8.1945                                   |        | Eintrag auf stolpersteine-hamburg.de                                                                                       |
| Dessauer Straße 4, Lagerhaus G · | Aquilino Spozio   | Hier lebte Aquilino Spozio Jg. 1919 Italien Zwangsarbeit 1943 Gesamthafenbetrieb ermordet 14.2.1945                                       |        | Eintrag auf stolpersteine-hamburg.de                                                                                       |
| Harburger Chaussee 89 ·          | Ilse Baustian     | Hier wohnte Ilse Baustian Jg. 1928 eingewiesen 1941 Alsterdorfer Anstalten ‚verlegt‘ 1943 Heilanstalt Am Steinhof/Wien ermordet 29.4.1945 |        | Eintrag auf stolpersteine-hamburg.de                                                                                       |